# Купанусы
Купанусы (лат. Pseudosphromenus) — род лабиринтовых рыб из семейства макроподовых (Osphronemidae).

## Этимология
Название Pseudosphromenus происходит от др.-греч. ψευδής , что означает «псевдо», «ложный», и устаревшего написания названия рода Osphronemus как Osphromenus.

## Виды
Род включает два очень близких между собой вида из Южной Азии :
- Pseudosphromenus cupanus (Cuvier, 1831) — длина до 7,5 см; Индия, Шри-Ланка.
- Pseudosphromenus dayi (Köhler, 1908) — длина до 7,5 см; Южная Индия (штат Керала).

## Распространение и места обитания
Купанусы населяют западное и восточное побережье Южной Индии и юго-западную Шри-Ланку. Места их обитания, как и места обитания рода Malpulutta, являются юго-западным краем ареала азиатских лабиринтовых рыб и расположены в тысяче километров от ареалов родственных видов. Оба вида населяют только прибрежные низменности. На Малабарском побережье они встречаются вместе, но занимают отдельные экологические ниши.

## Внешний вид и строение
Имеют стройное, удлиненное и сжатое по бокам тело. Боковая линия неполная. Спинной и анальный плавники сопровождают большую часть тела и имеют заостренные концы. В хвостовом плавнике сильно удлинены центральные лучи. Самцы и самки слабо отличаются друг от друга.

## Таксономия
Pseudosphromenus cupanus впервые был описан как Polyacanthus cupanus Cuvier, 1831. В 1909 году Риган разместил его в составе рода Macropodus Lacépède, 1801 и только в 1975 году Йорг Фирке (Vierke, Z. Tierpsychol, 38 : 163—199, 1975) восстановил род Pseudosphronemus.
Вид Pseudosphromenus dayi долгое время считался лишь формой, разновидностью или подвидом Pseudosphromenus cupanus. Лишь в 1994 году Морис Коттела (фр. Maurice Kottelat) установил его статус как отдельного вида. Амбат Менон (англ. Ambat Gopalan Kutty Menon) 1999 года, основываясь на достоверных отчетах аквариумистов, расположил Pseudosphromenus dayi в своем контрольном списке пресноводных рыб Индии как отдельный вид. Джаярам (англ. K. C. Jayaram) подтверждает его статус отдельного вида, также ссылаясь на аквариумистов. От своего ближайшего родственника Pseudosphromenus dayi отличается более стройным телом и сильнее удлиненными концами непарных плавников, а еще более яркой окраской.
Результаты филогенетического анализа рода, проведенного в 2006 году, показывают, что P. cupanus и P. dayi являются сестринскими видами Они разошлись между собой около 5,3 млн лет назад. Род Pseudosphromenus в эволюционном плане наиболее тесно связан с родом Malpulutta, а род Macropodus занимает место сестринской клады до этих двух родов.

## Образ жизни и размножение
В природе купанусы обитают преимущественно в водоемах с густой растительностью. Это лабиринтные рыбы, для дыхания они используют атмосферный воздух. Периодически всплывают к поверхности воды за очередным глотком воздуха. Оно перерабатывается и усваивается с помощью специального дополнительного органа дыхания — лабиринтного органа, расположенного в наджаберной полости. Они используют этот орган не столь активно, как другие лабиринтные рыбы.
Самцы строят гнезда из пены и ухаживают за потомством.

## Содержание в неволе
Оба вида еще с начала XX века содержали в аквариумах. Pseudosphromenus cupanus завезли в Германию в 1903 году, а P. dayi в 1907 году. Правда, в последнее время их можно встретить нечасто.